# Magnificent
Magnificent è il secondo singolo tratto da No Line on the Horizon, il dodicesimo album da studio del gruppo musicale irlandese degli U2. La canzone è introdotta da una sequenza elettronica, per poi assumere un sound maggiormente rock. Inizialmente si sarebbe dovuta chiamare French Disco, ma poi durante le fasi di registrazione la band ha cambiato idea.
Magnificent è stata suonata live, prima del lancio del singolo, 4 volte: il 27 febbraio sia al BBC Radio Theatre che sul tetto del Broadcasting House, sede della BBC; il 3 marzo durante il David Letterman Show e il 6 marzo alla Fordham University.

## Video musicale
Ospiti della trasmissione Good Morning America - Weekend, Bono e Adam Clayton avevano confermato che sarebbero tornati presto a Fès (Marocco) per girare il video di Magnificent. L'intervista è stata registrata dopo il mini concerto a sorpresa alla Fordham University.
Il regista del videoclip è stato ancora una volta Alex Courtes, che si è già occupato delle riprese per i video di Get on Your Boots, Vertigo e City of Blinding Lights. È stato girato nel mese di marzo interamente a Fès, luogo nel quale è stato realizzato No Line on the Horizon e dove già nel 1991 la band si era recata per girare il video di Mysterious Ways. Il 6 maggio 2009, attraverso Yahoo! Music, è stato possibile vedere il videoclip un'ora prima del lancio ufficiale da parte del sito ufficiale degli U2.

## Tracce
Testi e musiche degli U2, Brian Eno e Daniel Lanois.
7" Island / TBC
1. Magnificent - 4:21
2. Breathe (Live from Somerville Theatre, Boston) - 4:45

CD Single Island / TBC
1. Magnificent - 4:21
2. Breathe (Live from Somerville Theatre, Boston) - 4:45

CD Single Island / TBC
1. Magnificent - 4:21
2. Vertigo (Live from Somerville Theatre, Boston) - 3:48
3. Get on Your Boots (Justice Remix) - 3:26

CD Single Island / INTR-12571-2
1. Magnificent - 4:21

## Formazione
Gruppo
- Bono – voce
- The Edge – chitarra, cori
- Adam Clayton – basso
- Larry Mullen Jr. – batteria

Altri musicisti
- Brian Eno – tastiera

## Classifiche
| Classifica (2009)             | Posizione massima |
| ----------------------------- | ----------------- |
| Belgio                        | 30                |
| Canada                        | 68                |
| Cile                          | 115               |
| Irlanda                       | 5                 |
| Paesi Bassi                   | 27                |
| Polonia                       | 3                 |
| Slovacchia                    | 37                |
| Stati Uniti                   | 79                |
| Stati Uniti (triple-A)        | 2                 |
| Stati Uniti (adult top 40)    | 23                |
| Stati Uniti (alternative)     | 18                |
| Stati Uniti (mainstream rock) | 30                |
| Svezia                        | 44                |